# Драбівці

Драбівці. Сільська рада.

Дра́бівці — село в Україні, у Золотоніському районі Черкаської області. Входить до складу Новодмитрівської сільської громади. Розташоване на річці Золотоношці за 12 км на північ від районного центру — міста Золотоноша та за 8 км від залізничної станції Пальмира, обабіч автошляху Т 2403. Населення — 697 чоловік.

## Населення

### Мова
Розподіл населення за рідною мовою за даними перепису 2001 року:
| Мова            | Кількість | Відсоток |
| --------------- | --------- | -------- |
| українська      | 684       | 98.13%   |
| російська       | 11        | 1.59%    |
| румунська       | 1         | 0.14%    |
| інші/не вказали | 1         | 0.14%    |
| Усього          | 697       | 100%     |

## Історія

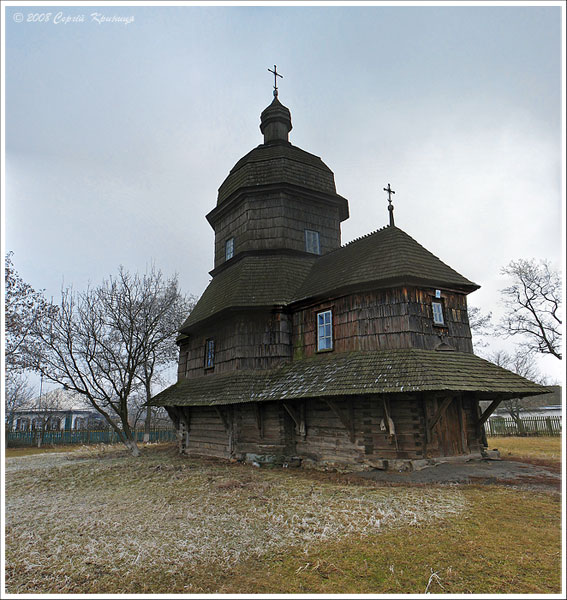
Свято-Троїцька церква 18-го ст.

Село виникло у XVII столітті. Уперше згадуються в «Описі України» французького інженера-мандрівника Боплана. Засновано поселення вихідцями з Правобережжя — «драбами», «драбантами», тобто втікачами, звідки походить і назва села.
Драбівчани брали участь у Визвольній війні українського народу 1648—1657 років проти польської шляхти. Спочатку Драбівці — вільне козацьке село Золотоніської сотні Переяславського полку. У 1667 році село перейшло у володіння переяславського полковника Войці Сербина, а після нього — іншому представнику козацької старшини Івану Мировичу. Тривалий час (1722-1738) Драбівцями володіла дружина генерал-майора Фоми Матвійовича Кантакузена Марія, дочка дворецького Удреа з румунського містечка Вайдені.
За описом 1767 року в Драбівцях було 57 дворів, у яких проживали 132 сім'ї.
Село є на мапі 1812 року.
У 80-х роках XIX століття псаломщик Махтей Грінько почав навчати грамоти 18 дітей заможних селян. У 1887 році Золотоніське земство відкрило в селі початкову школу.
На початку XX століття був 201 двір (1206 мешканців). На кожні 100 господарств 18 не мало орної землі, 79 володіло менше ніж 3 десятинами і тільки 3 господарства мали понад 25 десятин.
Драбівці були селом соціальних контрастів. Барчан, Красовський, Морква та інші багатії володіли 2115 десятинами найкращих земель, тоді як решта населення лише 1565 десятинами. У пошуках заробітку драбівчани були вимушені шукати роботу в степах Таврії, переселялися в Сибір.
Перша світова війна ще дужче погіршила становище селян: бідняцькі господарства, і до того слабі, вкрай занепали. Понад 100 драбівчан були мобілізовані на війну.
У 1919 році в селі почали працювати три трудові початкові школи.
У 1922 році місцеві мешканці прийняли 52 дітей із Поволжя, де на той час був голод, діти жили в Драбівцях понад рік. Того ж року в селі створено фельдшерський пункт. Першим фельдшером у селі був Дмитро Паливода.
У 1929 році, під час примусової колективізації, у селі було створено товариство спільного обробітку землі (ТСОЗ), до якого ввійшли 25 господарств, що мали 6 коней і 6 возів. На базі ТСОЗу в 1930 році організувалась артіль «Червона зірка». У її створенні активну участь брав голова сільської ради Сава Федосійович Буряк. Першим головою цієї артілі обрано Івана Петровича Саранчу. У 1935 році початкову школу реорганізовано в семирічну.
У роки радянсько-німецької війни понад 400 драбівчан пішли на фронт, 200 з них загинули. У часи окупації нацисти розстріляли 28 драбівчан — активних організаторів будівництва сталінського режиму. У 1965 році в центрі села споруджено обеліск Слави в пам'ять про загиблих односельців. За два роки окупації німці вивезли до Німеччини (за неповними підрахунками) 15 тисяч центнерів зерна, 327 голів великої рогатої худоби, понад 400 свиней. На роботи до Німеччини вивезено 224 юнаків і дівчат. При відступі, у вересні 1943 року, нацисти спалили більшість господарських будівель.
На кінець четвертої п'ятирічки колгосп досяг довоєнного рівня. У 1950 році відбулося об'єднання колгоспів в одну артіль «Здобуток Жовтня». Першим головою об'єднаного колгоспу було обрано вчителя Федота Омеляновича Ткаченка.
У 1955 році під керівництвом Василя Петровича Воловика побудовано колгоспну електростанцію, яка давала струм громадським приміщенням та в 354 хати колгоспників. Цього ж року почалася радіофікація села (спочатку від Піщанського радіовузла, а в 1957 році колгосп установив свій радіовузол). Того ж року село було підключено до державної електромережі. За рахунок колгоспу «Здобуток Жовтня» збудували нове приміщення Будинку культури на 300 місць, який урочисто відкрили 11 грудня 1959 року. Бібліотеку перенесли в нове приміщення.
На початок 1970-х років колгосп мав в користуванні 2,9 тисяч га сільськогосполарських угідь, у тому числі 2,7 тисяч га орної землі. В господарстві вирощували зернові культури, було розвинуте тваринництво. У 1977 році його реорганізовано в Драбівецький ефіроолійний радгосп-завод, де працювало 660 осіб. Директором радгосп-заводу був Володимир Терентійович Нечуйвітер. У 1997 році радгосп-завод реорганізовано в КСП «Драбівецьке», директором якого був Григорій Васильович Передерій. У КСП працювало 430 осіб. Цього ж року було проведено роздержавлення земель КСП «Драбівецьке». У 2000 році із КСП вийшли 26 одноосібників зі своїми паями, створено приватно-орендне підприємство «Юляна», засновником якого став Анатолій Леонідович Дзюбло, СТОВ «Драбівці», де працювало 220 осіб. У 2001 році СТОВ реорганізовано в ТОВ «Драбівці», яке з 1 вересня 2006 року реорганізовано в ТОВ «Баришівська зернова компанія».

## Сучасність
На сьогодні в селі працює школа, де навчається понад 100 учнів, дитячий садок, лікарська амбулаторія, Будинок культури, два державних та два приватних магазини. У 2004 році село було газифіковано, газ підведено до 300 осель.
У селі є дерев'яна Свято-Троїцька церква XVIII століття — пам'ятка національного значення.

## Відомі особистості
- Коломієць Олександр Олександрович (1989—2018) — молодший сержант Збройних сил України, учасник російсько-української війни.
- Яковенко Ганна Захарівна (нар. 2 грудня 1925) — Герой Соціалістичної Праці (1949)

## Галерея

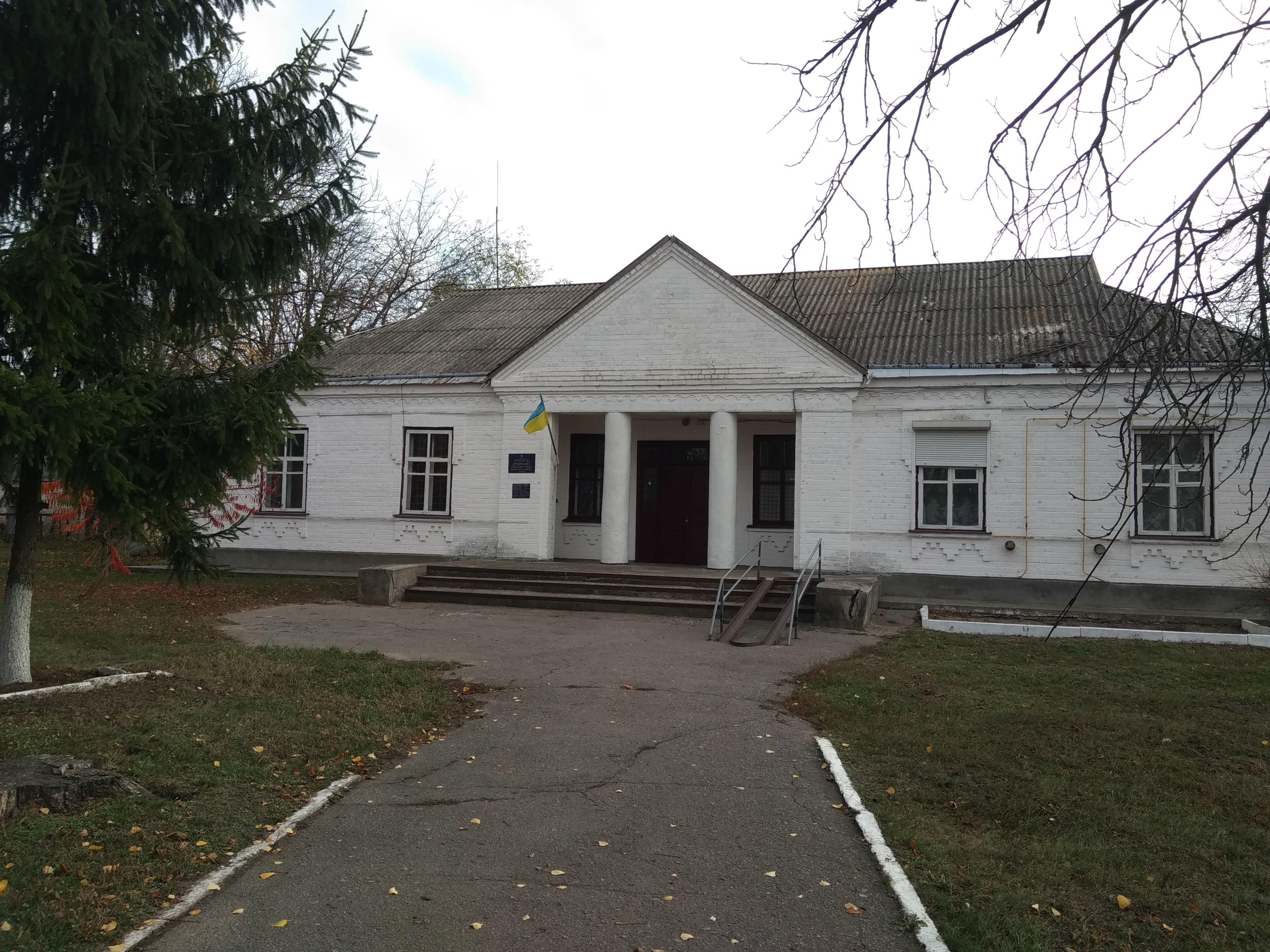
Сільрада
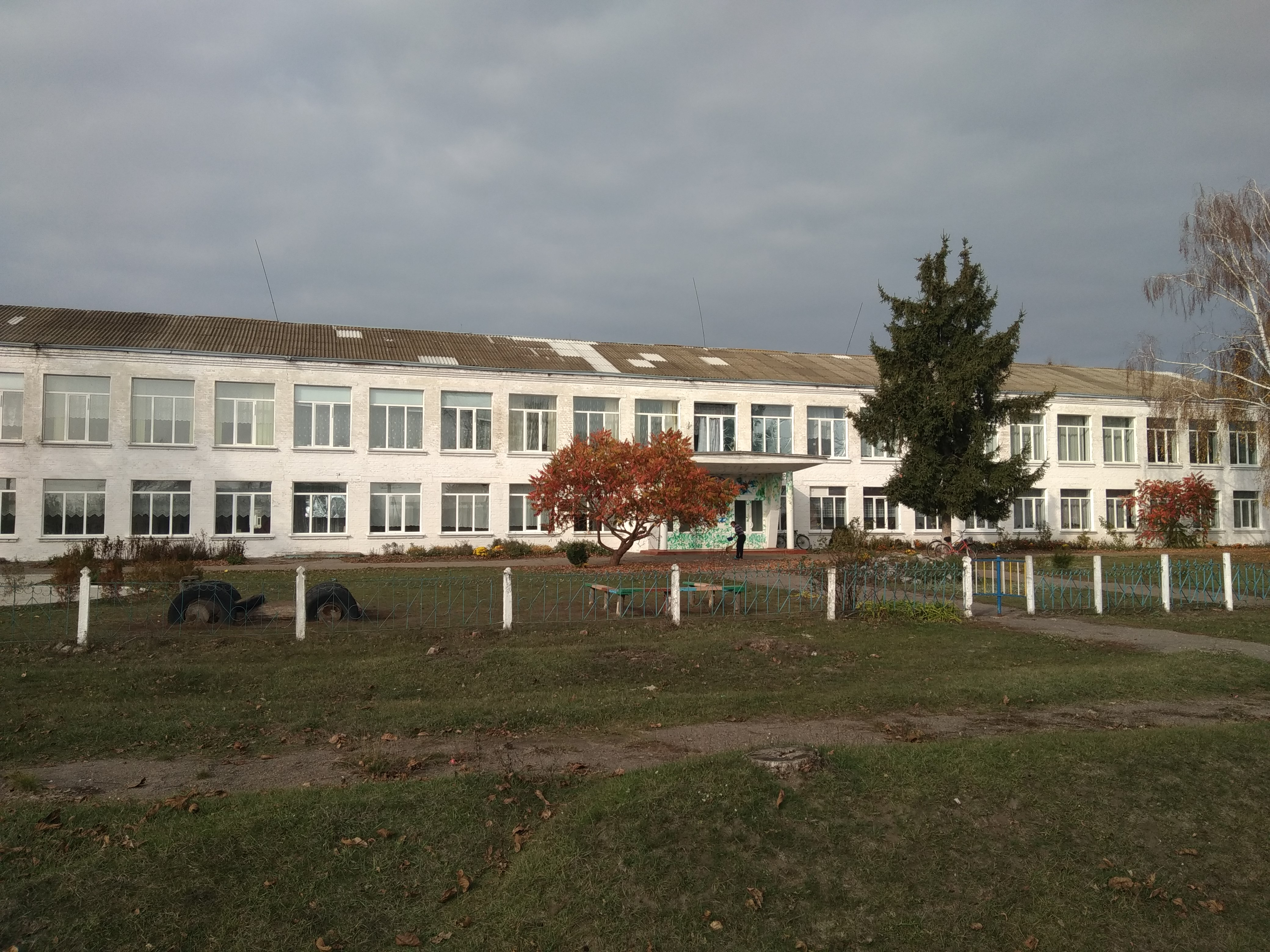
Школа
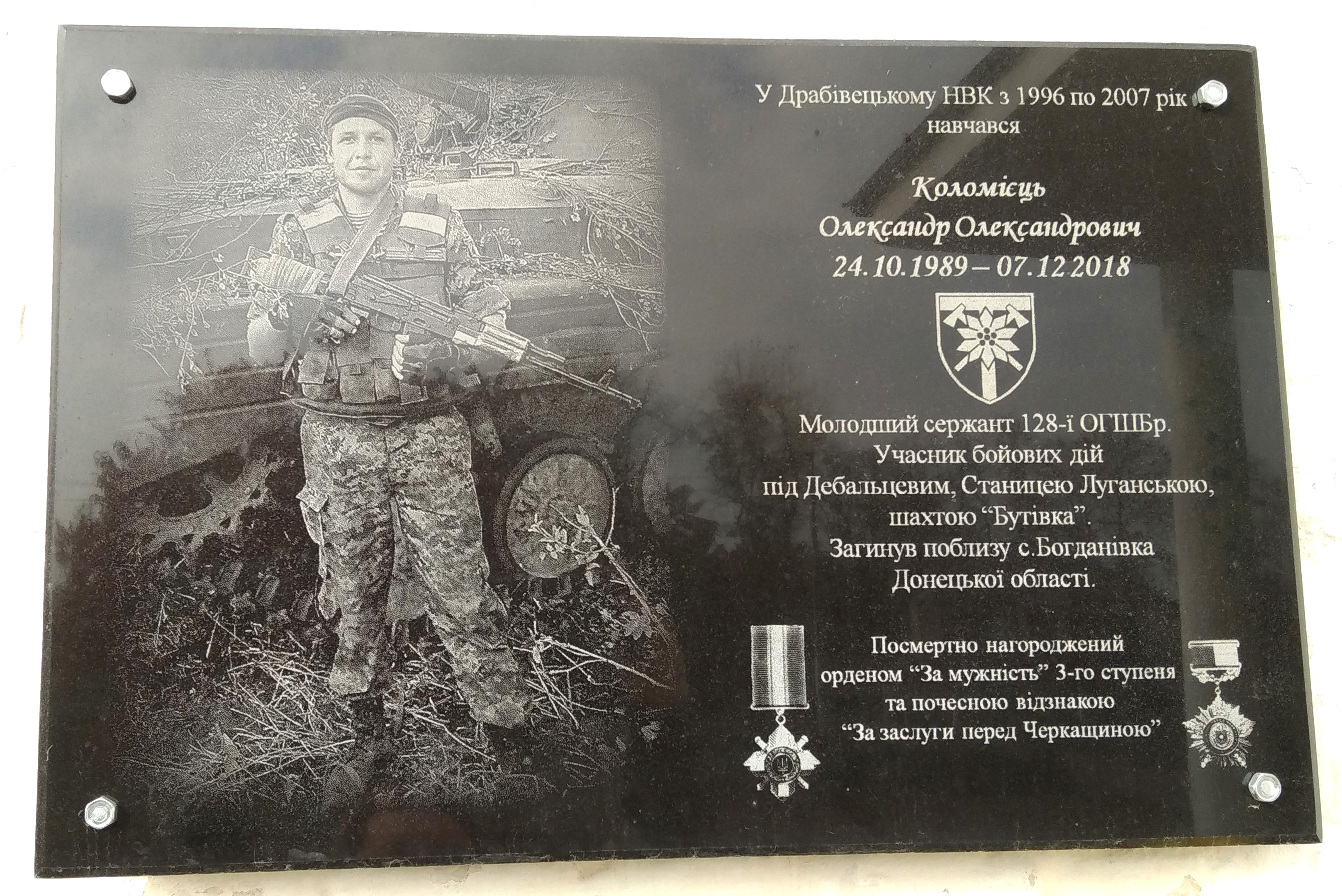
Меморіальна дошка Олександру Коломійцю на фасаді школи
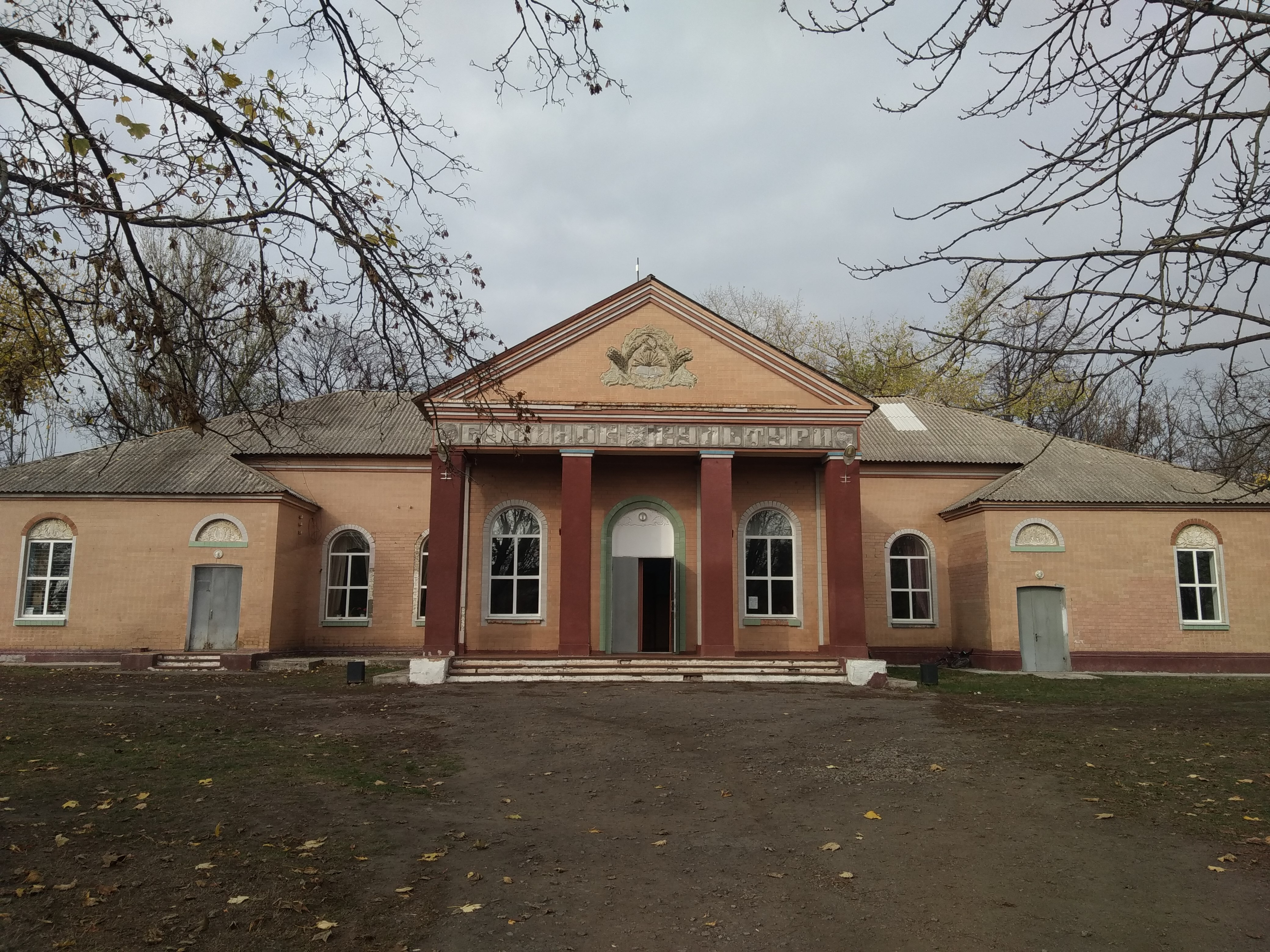
Будинок культури
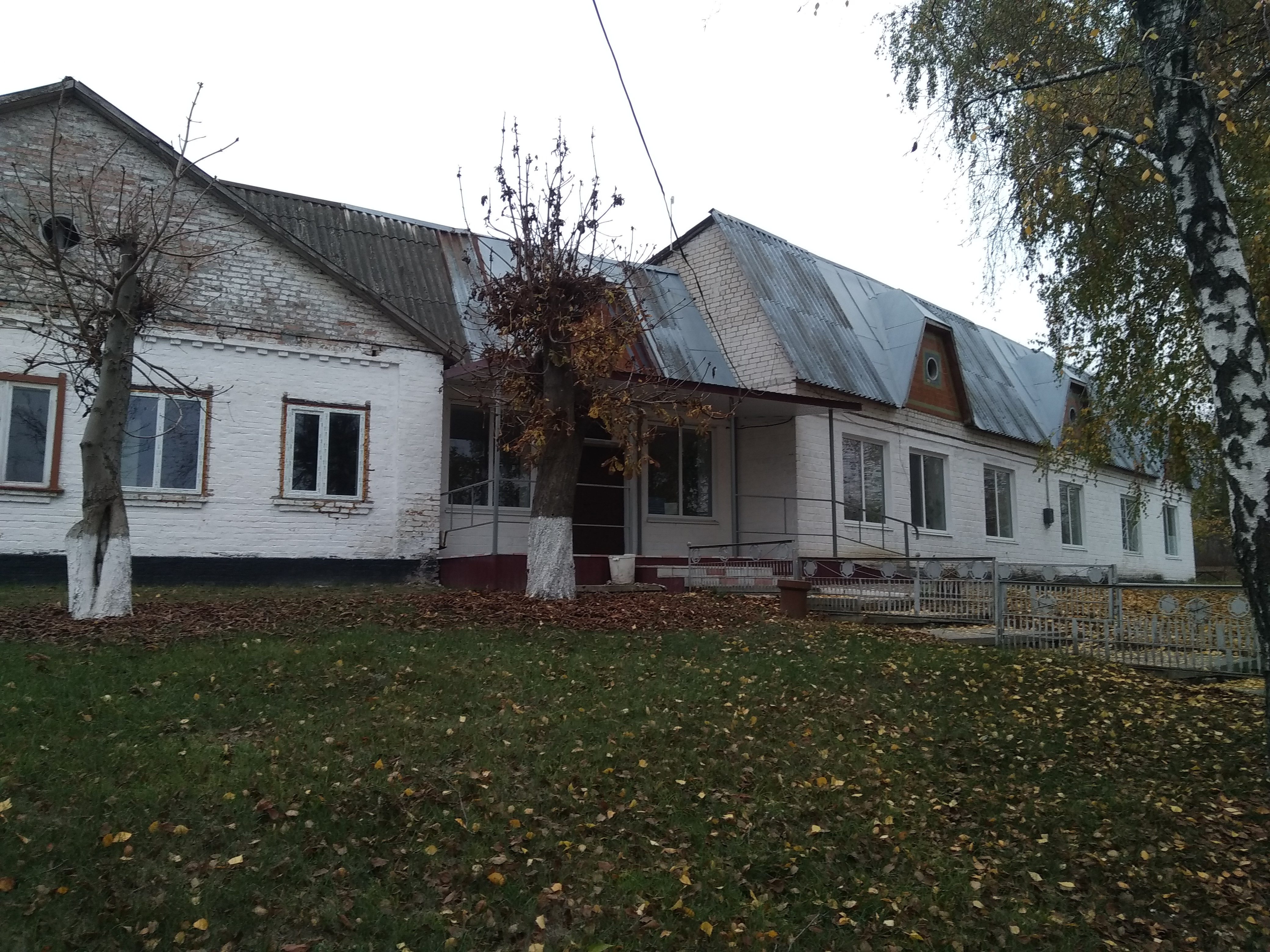
Фельдшерсько-акушерський пункт
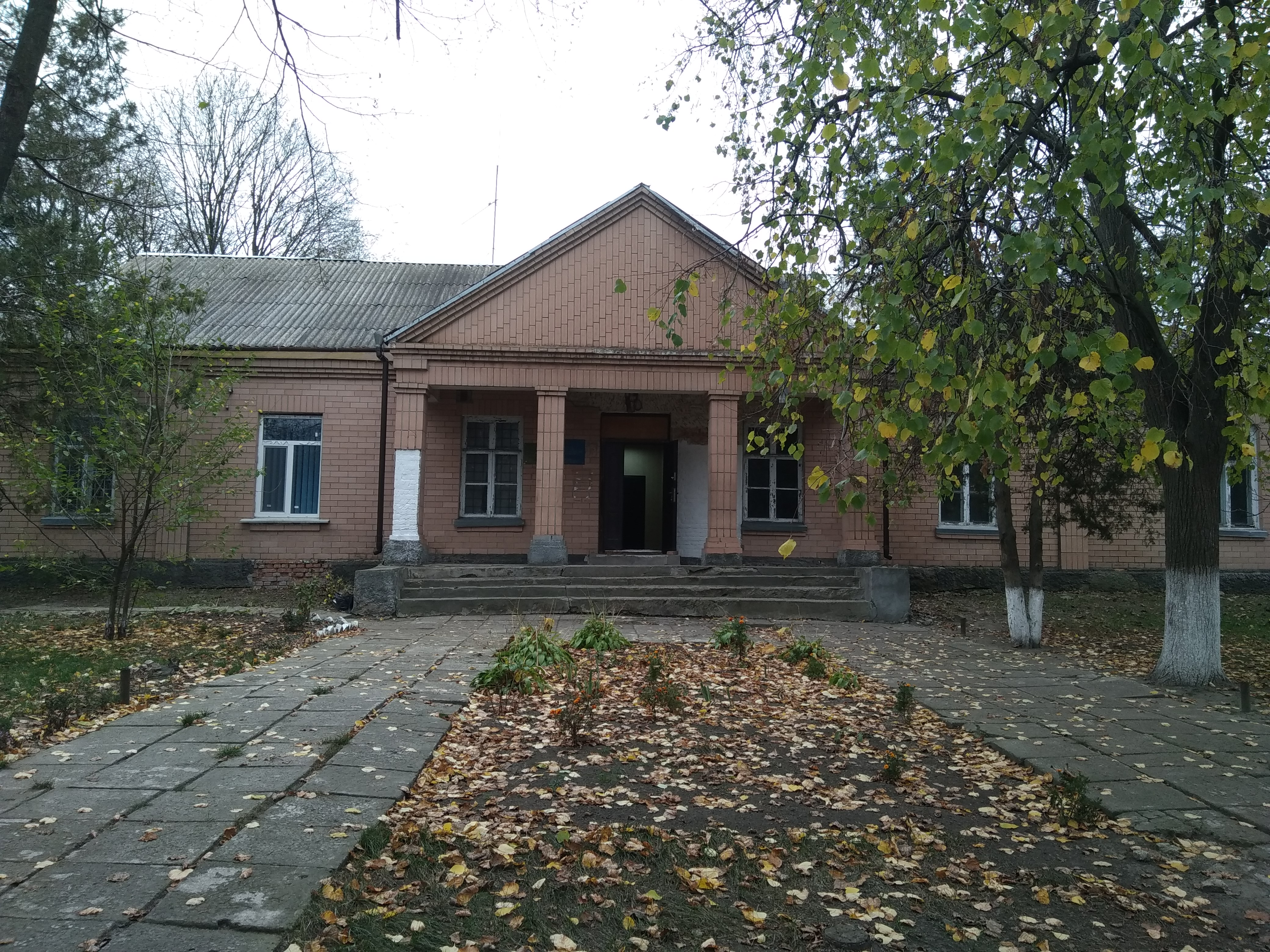
Аграрне підприємство (колишній колгосп)
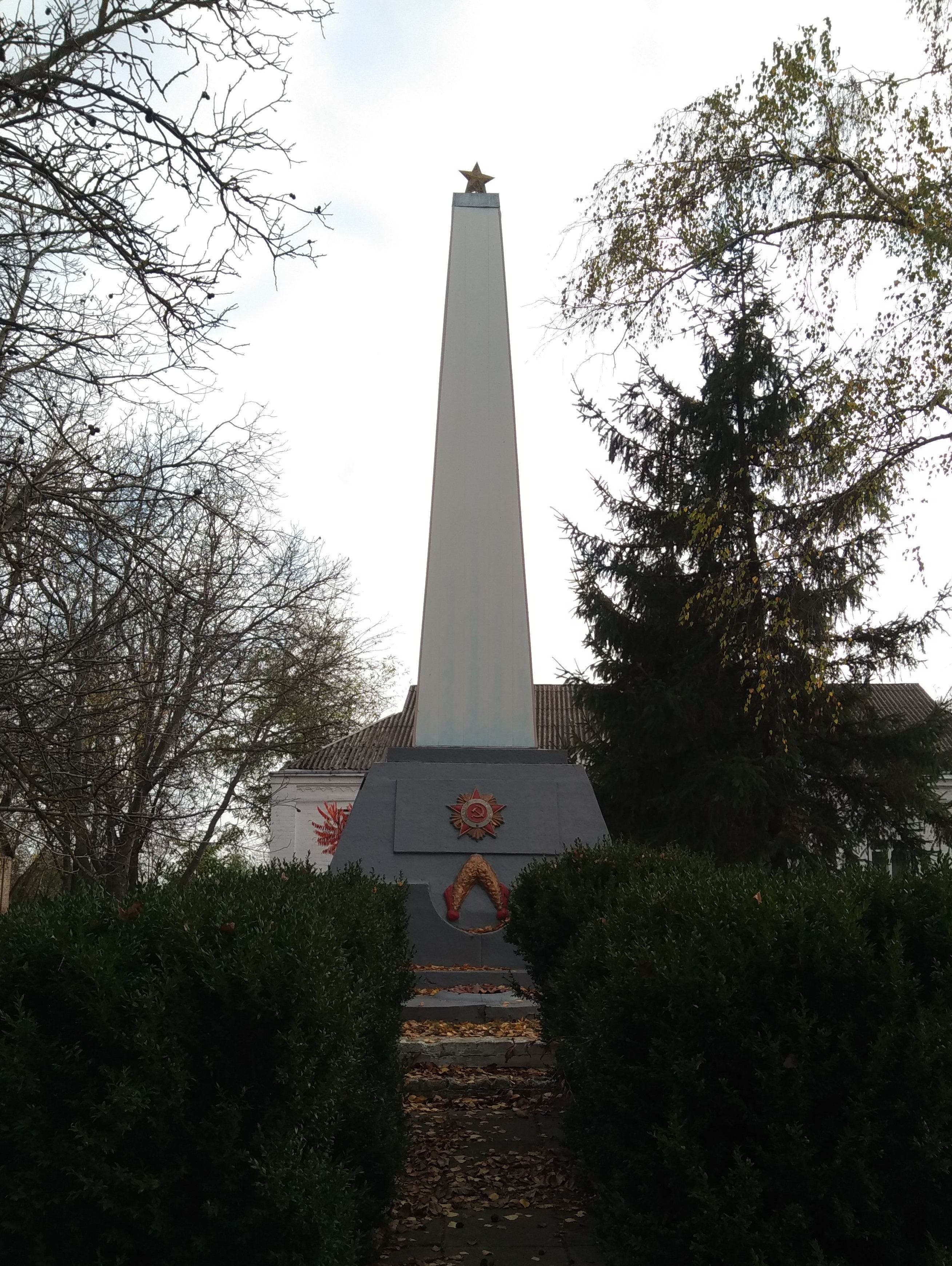
Пам'ятник воїнам-односельцям, загиблим у Другій Світовій Війні